# Резонанс на Хелмхолц
Резонансът на Хелмхолц е звуков резонанс на въздуха в кух обем. Наречен е на хелмхолцовия резонатор, устройство, създадено от Херман фон Хелмхолц през 60-те години на 19 век, за да демонстрира височината на различните тонове. Пример за резонанс на Хелмхолц е звукът, създаван с духане в отвора на празна бутилка.